# 段氏点
段氏点（越南语：／，1705年—1749年），号红霞女史（越南语：／）。
段氏点是京北镇文江县楷範社（今屬兴安省安美縣）人。母亲是河口坊（今河内市帆行街）的一位武姓贵族的女儿。段氏点出身于儒学家庭，她同哥哥段尹伦常常参加诸如吟诗和句对的文化活动。1742年，段氏点嫁給进士阮翘（1694—1771年）。
段氏点将越南古典汉字诗歌《征妇吟曲》（邓陈琨著）从汉字翻译成喃字，受到后世越南人民的喜爱。

## 逸事
據《掇拾雜記》記載，後黎朝時，曾有2個清朝使臣出使安南，渡過珥河後，在岸邊酒肆看到一位美人，“艷而雅”，因此戲言：“南邊一寸地，不知幾人耕。”美人立即回應：“北國二大夫，皆由此途出。”兩位清朝使臣以為安南普通百姓人人皆會作詩，因此不敢在安南國境內談論詩文。據說此美人就是段氏點，安南官員借她來使清使不敢小覷安南國文風。